# Teardrops
«Teardrops» (с англ. — «Слёзы») — песня Джорджа Харрисона с альбома Somewhere in England. В США, песня вышла в виде сингла 20 июля 1981 года и поднялась до 102-й позиции в чартах. В Великобритании сингл не попал в чарты. В Японии выход сингла состоялся 25 сентября того же года.

## История
Песня была написана Харрисоном во время отпуска на Гавайях в октябре 1980 года, после того, как компания Warner Bros. Records отклонила первоначальную версию альбома Somewhere in England с требованием заменить четыре песни. По мнению компании, альбом в изначальном варианте был непринуждённым, несовременным и лишённым коммерческого потенциала.
Позже Харрисон заявил, что представители компании пожаловались, что на пластинке нет явных хитов, песня должна быть о любви и направленной на подростков. После повторного неодобрения в сентябре, Джордж решает написать треки, которые хочет компания.
Песня Teardrops была написана одновременно с треком Blood from a Clone, с целью удовлетворить запрос компании Warner. Песня написана в тональности D и в средне-быстром рок-ритме. Музыкальный журналист Джейсон Андерсон описывает ритм песни как «свинг». Алан Клейсон писал, что песня похожа на убранную из альбома Tears of the World, против которой была компания Warner Records, но в новой версии не было социально-политического подтекста.

## Запись композиции
Харрисон записал композицию на студии в Фрайар-парке, в Оксфордшире, во время второго потока записи альбома, которая продолжалась с ноября 1980 года по середину января 1981 года.

## Релиз и реакция
Альбом Somewhere in England, в плейлисте которого находился трек, был выпущен 1 июня 1981 года. Композиция была записана первым номером на второй стороне альбома. Затем песня была выбрана для выпуска в качестве сингла. Релиз сингла состоялся 20 июля в США, а 31 июля — в Великобритании. Издание песни было поручено сначала компании Ganga, а затем — Umlaut Corporation. Американская версия трека сокращена до 3 минут 20 секунд, за счёт удаления 41-секундного отрезка.
В выпуске журнала Record World от 1 августа 1981 года трек был назван одним из трёх главных хитов недели. Рецензент обозначил, что «сладкозвучные клавиши и звучащий хор являются беспроигрышным сочетанием». Billboard включил трек в топ 30, охарактеризовав его как «ритмичную среднетемповую мелодию», сравнимую с произведениями Клиффа Ричарда. Критик добавил, что трек «пробивной и энергичный, очень далёкий от тяжеловесных баллад середины 70-х». Обозреватель журнала Creem, Митчел Коэн, раскритиковавший весь альбом Somewhere in England, назвал лишь песню Teardrops хорошей. Журналист газеты The Boston Globe, Джеймс Саймон, описал трек как «простая поп-песенка... с искренним голосом, прорезающим задорную аранжировку», что делает композицию одной из интересных на альбоме.
Сингл не смог достичь коммерческого успеха. Трек не попал в британский топ 75, но достиг 102 строки в чарте Billboard Bubbling Under Hot 100 Singles и 88 места в топ 100 журнала Cashbox. В чарте Hot Mainstream Rock Tracks песня попала на 51 строку.